# اورتون کاردوسو دا سیلوا
اورتون کاردوسو دا سیلوا (پرتغالی: Éverton Cardoso da Silva؛ زادهٔ ۱۱ دسامبر ۱۹۸۸) که به صورت ساده با نام اورتون شناخته می‌شود، بازیکن فوتبال اهل برزیل است.
از باشگاه‌هایی که در آن بازی کرده‌است می‌توان به فلامینگو، بوتافوگو، سوون سامسونگ، اتلتیکو پارانائنزه و سائو پائولو اشاره کرد.
وی در کوپا آمریکا ۲۰۱۹ همراه با تیم ملی برزیل حضور یافته‌است.
اورتون اولین گل خود را با برزیل در ۱۴ ژوئن۲۰۱۹در کوپا آمریکا به بولیوی زد.